# 克鲁瓦尼翁
克鲁瓦尼翁（法語：Croignon，法語發音：[kʁwaɲɔ̃]）是法国吉伦特省的一个市镇，属于波尔多区。

## 地理
克鲁瓦尼翁（44°49'11"N, 0°20'43"W）面积4.62 平方千米，位于法国新阿基坦大区吉倫特省，该省份为法国西南部沿海省份，是法國本土面积最大的省，北起滨海夏朗德省，西临大西洋，南至朗德省，东南接洛特-加龍省，东临多爾多涅省。
与克鲁瓦尼翁接壤的市镇（或旧市镇、城区）包括：圣日耳曼迪皮什、屈尔桑、巴龙、卡马尔萨克、勒普。

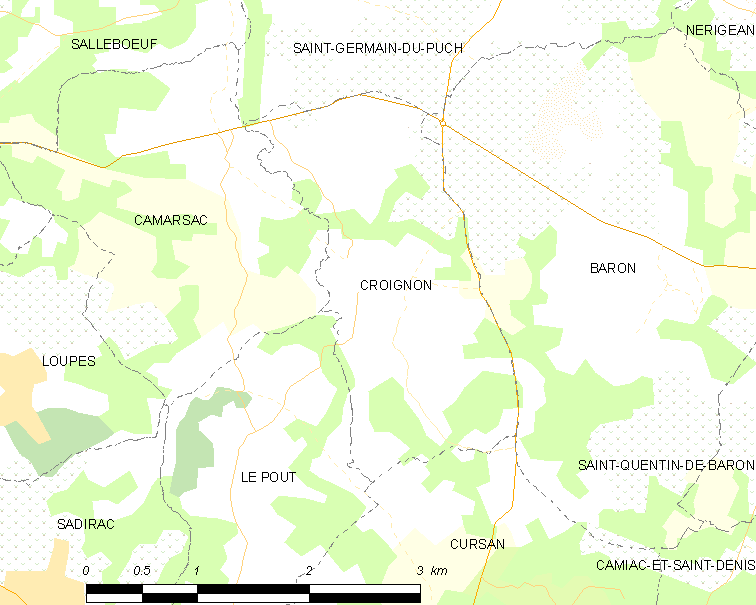
克鲁瓦尼翁的OSM定位图

克鲁瓦尼翁的时区为UTC+01:00、UTC+02:00（夏令时）。

## 行政
克鲁瓦尼翁的邮政编码为33750，INSEE市镇编码为33141。

## 政治
克鲁瓦尼翁所属的省级选区为克雷翁县。

## 人口

1962-2008年间克鲁瓦尼翁人口变化图示

克鲁瓦尼翁于2022年1月1日时的人口数量为733人。